# Sobolewskia sibirica
Sobolewskia sibirica là một loài thực vật có hoa trong họ Cải. Loài này được (Willd.) P.W.Ball miêu tả khoa học đầu tiên năm 1963.